# Filip (sofista)
Filip (en llatí Philippus, en grec antic Φίλιππος) fou un sofista grec.
El metge Aeci parla d'aquest personatge, i diu que va prometre la immortalitat a totes les persones que el seguissin (o més aviat que seguissin les seves directius o ensenyaments), però no diu que fos metge. Se suposa que tenia un gran poder de convenciment amb la seva oratòria i era una espècie de mag. No se sap res més de la seva vida o època. Tampoc se sap si era el pare d'Arquígenes d'Apamea, a qui Suides anomena Filip.